# Charles Thomas King
Charles Thomas King (* 12. Juni 1911 in Putney; † 19. Juli 2001 in Wellington) war ein britischer Radrennfahrer und nationaler Meister im Radsport.

## Sportliche Laufbahn
King war im Bahnradsport aktiv und Teilnehmer der Olympischen Sommerspiele 1936 in Berlin.
Dort bestritt er mit dem Vierer Großbritanniens die Mannschaftsverfolgung, sein Team mit Ernest Johnson, Harry Hill und Ernest Mills gewann die Bronzemedaille. 1938 gewann er den nationalen Titel in der Einerverfolgung. 1952 wanderte er nach Neuseeland aus.

## Berufliches
King war als Klempner in London tätig. Später produzierte er in Neuseeland Fahrradrahmen, die er unter dem Markennamen „Prendero“ vertrieb.